# اومکارا (فیلم ۲۰۰۶)
اومکارا (به هندی: Omkara) فیلمی محصول سال ۲۰۰۶ و به کارگردانی ویشال بهاردواج است. در این فیلم بازیگرانی همچون اجی دیوگن، سیف علی خان، ویوک اوبروی، کارینا کاپور، کونکونا سن شارما، بیپاشا باسو، نصیرالدین شاه ایفای نقش کرده‌اند.